# HD 177109
HD 177109，又名BD+33 3295，SAO 67721、HR 7212，是一颗恒星，视星等为6.39，位于銀經64.44，銀緯12.65，其B1900.0坐标为赤經18h 58m 6.5s，赤緯+33° 12.65′ 38″。